# Реформистичка партија ОРА
Реформистичка партија ОРА (алб. Partia Reformiste ORA) била је социјалдемократска политичка странка у Републици Косово. Подржала је Декларацију о независности Косова. Њено име значи „сат” на албанском језику.
Основана је у лето 2004. као Грађанска листа ОРА (алб. Lista Qytetare ORA). На парламентарним изборима одржаним 24. октобра 2004, освојила је 6,2% гласова и 7 од 120 мандата Скупштине Косова, те је с Демократским савезом Косова формирала јаку опозицију. Међутим, на изборима одржаним у новембру 2007. није успела да пређе цензус од 5%, освојивши само око 4,2% гласова, те се није нашла у Скупштини.
Њен оснивач Ветон Сурој је био члан „Тима јединства Косова”, петочланог тима највиших преговарача који су представљали народ Косова и Метохије у преговорима о коначном статусу ове покрајине. У фебруару 2010. ОРА је одлучила да се распусти као политички ентитет и придружи Демократском савезу Косова.